# Bendelin
Bendelin ist ein Ortsteil der Gemeinde Plattenburg im Landkreis Prignitz in Brandenburg.

## Geographie
Der Ort ist landwirtschaftlich geprägt und liegt im Süden der Prignitz. Zum Ortsteil Bendelin gehört auch der bewohnte Gemeindeteil Zichtow.

## Geschichte

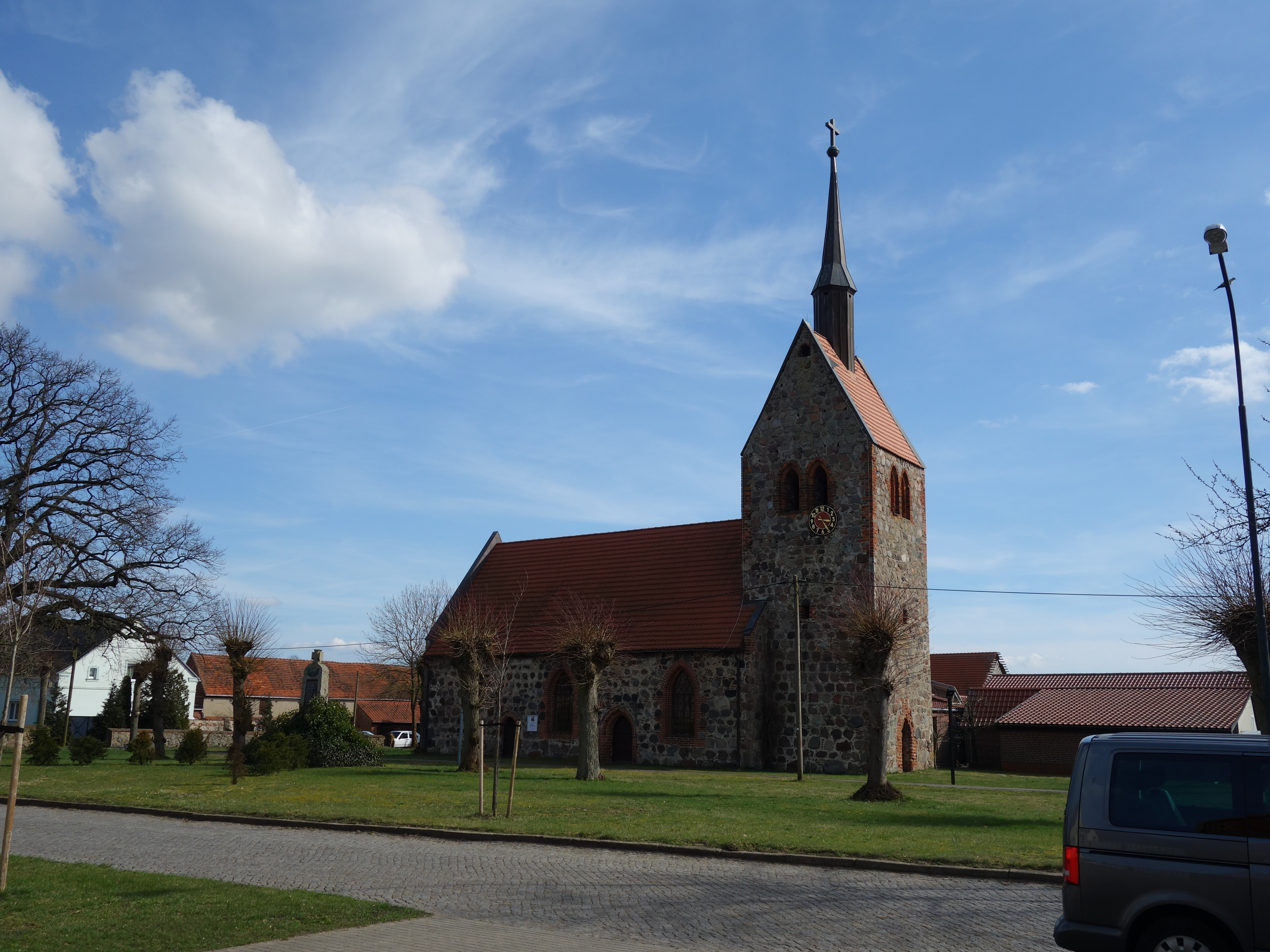
Dorfkirche Bendelin

Der Ort Bendelin wurde im Jahr 1431 erstmals urkundlich erwähnt. Es gehörte zum Rechtsbereich der Plattenburg.
Die evangelische Kirche von Bendelin wurde vermutlich im 14. Jahrhundert errichtet. Die Bendeliner Kaisereiche wurde möglicherweise schon vor der Gründung des Deutschen Reiches (1813/14) gepflanzt.
Bendelin hat sich am 31. Dezember 2001 mit sieben benachbarten Gemeinden zur Gemeinde Plattenburg zusammengeschlossen.
Bendelin nahm 2006/2007 am Bundeswettbewerb Unser Dorf hat Zukunft teil und erlangte dabei eine Bronzemedaille. (erster Platz 2006 in Brandenburg)